# 게이블 스티브슨
게이블 댄 스티브슨(영어: Gable Dan Steveson, 2000년 5월 31일~)는 미국의 레슬링 선수로 2020년 하계 올림픽에서 자유형 슈퍼헤비급 금메달을 획득했다.